# Nahr Aarqa
Nahr Aarqa är ett vattendrag i Libanon.   Det ligger i guvernementet Mohafazat Aakkâr, i den norra delen av landet, 90 km nordost om huvudstaden Beirut.
Trakten runt Nahr Aarqa består till största delen av jordbruksmark. Runt Nahr Aarqa är det tätbefolkat, med 319 invånare per kvadratkilometer.